# 横内なおき
横内 なおき（よこうち なおき、1966年12月3日 - ）は、日本の漫画家。男性。北海道在住。

## 人物・略歴
1989年、秋のアフタヌーン四季賞で『ムーアを守れ!』で四季賞を受賞。
1995年、『ウッディケーン』でデビュー。
1997年、講談社の少年向け漫画雑誌『コミックボンボン』で、『サイボーグクロちゃん』を連載。当初は読み切りだったが、人気があったため連載となる。代表作である『サイボーグクロちゃん』はアニメ化やゲーム化もされ、『コミックボンボン』の雑誌CMなどでもキャラクターが使用された。
2001年、『サイボーグクロちゃん』連載終了。
2002年、同じく『コミックボンボン』でデビュー作である『ウッディケーン』の連載を開始するも半ば打ち切りのような形で終了、最終巻は連載終了時の内容に大幅に加筆後、刊行された。
2009年、ディズニーの短編テレビアニメ『ファイアボール』公式ブログ「イボログ」のロゴデザインとイラストを担当。また、同年8月10日に発売された『月刊ニュータイプ』9月号にて、同作を題材とした4コマ漫画を掲載。
2012年1月23日、『サイボーグクロちゃん』傑作選である『復活！サイボーグクロちゃんガトリングセレクション』が刊行。同年7月23日には、傑作選の第二弾である『復活！サイボーグクロちゃんガトリングセレクション リローデッド』が刊行された。
2015年11月20日、描き下ろし漫画を収録した『新装版 サイボーグクロちゃん』が刊行（全6巻）。2016年10月21日には、描き下ろし漫画「ウッディケーンVS.サイボーグクロちゃん」を収録した『新装版 ウッディケーン』が刊行された（上下巻）。
現在はTwitterやpixivで『サイボーグクロちゃん』のイラストや『宇宙のガズゥ』、執筆中の漫画の一部を公開する等の活動を行っている。

## 作風
コメディシーンでは、シュールなギャグや、洋画・漫画・アニメ等を問わず幅広いパロディを行い、そして「コミックスの○○巻に……」や、作者の仕事量にまつわる話題等の楽屋オチ的なネタを扱ったりといった展開が見られる。それと並行して、シリアスな展開においては目玉の放出や身体の一部の断裂、流血といったヘビーでグロテスクなシーンや、児童虐待・いじめ・親父狩りなど、社会問題を作品に盛り込んだストーリーもある。アニメ版『サイボーグクロちゃん』ではこういった内容が改変されたものも存在する。こういった作風は同業の漫画家からも高い評価を受けており、コミックボンボン連載漫画家がおすすめの作品を紹介するコーナーにおいて、『サイボーグクロちゃん』を挙げた人物もいる。

## エピソード
『サイボーグクロちゃん』連載前、『ホット・エア』という企画があったが、消滅した。企画が頓挫した理由は「地味でシリアス過ぎたためだと思われる」としている。この企画はサイボーグクロちゃんの異世界バトル編の元となっており、シスカやバイスといった一部のキャラクターには同名のものも存在する。
横内本人が監修し、横内のファンである内田じゅんたによって描かれている『サイボーグクロちゃん 番外バトル』のコミックス1巻のおまけページでは、原作版のクロちゃんのキャラクターが登場している。他にもPSゲーム『帰ってきたサイボーグクロちゃん』においてパッケージの原画を担当したり、ファンサイトにカレンダーイラストをプレゼントする（その中にはクロちゃんとウッディケーンが共演しているものもある）など活動していた。内田じゅんたにオリジナルイラストを寄贈しているところも見られる（名義は別）。
漫画賞を受賞した際、漫画賞審査員が大友克洋だったため、横内は大友に自分を印象付けたいという一心から、対面した大友に貰いタバコをした。大友にはムッとされたという。

## 作品
- サイボーグクロちゃん[4]（コミックボンボン1997年9月号 - 2001年12月号、全11巻）
  - 復活！サイボーグクロちゃんガトリングセレクション（講談社、2012年1月23日）
    - 復活！サイボーグクロちゃんガトリングセレクション リローデッド（講談社、2012年7月23日）

  - 新装版 サイボーグクロちゃん（講談社、2015年11月20日 - 2016年04月22日、全6巻）
- ウッディケーン（コミックボンボン2002年3月号 - 2003年5月号、全3巻）
  - 新装版 ウッディケーン (講談社、2016年10月21日 - 11月22日、全2巻)
- 宇宙のガズゥ（Webコミック、2011年3月7日 - 2014年1月24日、全1巻）[5]

### その他の活動
- 月刊ニュータイプ ファイアボール・スペシャル4コマ漫画（2009年8月10日）
- ファイアボール公式ブログ『イボログ』タイトルロゴ・イラスト（2009年）